# 阿沃斯塔市镇
阿沃斯塔市镇（瑞典語：Avesta kommun）是瑞典达拉纳省的市镇，位于瑞典中部。其治所位于阿沃斯塔。